# Carlo Bergamini (F 590)
La Carlo Bergamini è una fregata missilistica della Marina Militare, prima unità dell'omonima classe navale e anche prima unità in versione multiruolo. Lo scafo di Nave Bergamini è stato impostato presso il cantiere navale di Riva Trigoso il 7 gennaio 2008 ed è stata varata il 16 luglio 2011.
Può essere impiegata in vari contesti operativi, tipicamente in compiti di polizia d'alto mare, contrasto alla minaccia di superficie, sorveglianza ed assolvimento dei compiti informativi, coordinamento e controllo di azioni contro costa, immissione di forze speciali, impiego di armi contro obiettivi terrestri, assistenza umanitaria e concorsi in caso di calamità naturali.
La Virginio Fasan e la Carlo Margottini sono invece configurate per lotta antisommergibile (ASW – Anti Submarine Warfare).
È intitolata all'ammiraglio d'armata eroe medaglia d'oro e due volte argento al valore militare Carlo Bergamini, comandante in capo della squadra navale della Regia Marina, caduto assieme ad altri 1.352 marinai della corazzata Roma affondata dalla Luftwaffe il 9 settembre 1943. Riprende il nome della precedente fregata e della sua classe della Marina Militare, operativa tra il 1962 e il 1983 (la fregata) e il 1960 e il 1990 (la classe).

## Il varo

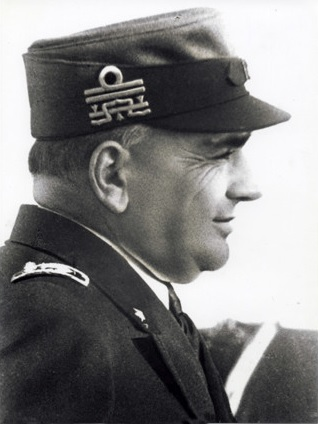
L'ammiraglio Bergamini

Il 16 luglio 2011, presso gli stabilimenti Fincantieri di Riva Trigoso ha avuto luogo la cerimonia del varo (simbolico, causa condizioni di vento) della nave, alla presenza del capo di stato maggiore della difesa, generale Biagio Abrate, del capo di stato maggiore della Marina Militare ammiraglio di squadra Bruno Branciforte, e dell'amministratore delegato di Fincantieri Giuseppe Bono. La madrina del varo è stata Maria Bergamini Loedler, nipote dell'ammiraglio Carlo Bergamini a cui la nave è intitolata.

## Attività operativa
Il 6 ottobre 2011 ha avuto luogo la prima uscita in mare dell'unità. Il 14 settembre 2012 la nave, al comando del capitano di vascello Gianmarco Conte, ha fatto il suo primo ingresso nella stazione navale Mar Grande di Taranto a conclusione delle celebrazioni della ricorrenza dell'affondamento della corazzata Roma, per poi effettuare nel Golfo di Taranto, fino all'agosto 2013, una serie di test da parte del personale del Centro addestramento aeronavale della Marina Militare per la certificazione della funzionalità di tutti i sistemi di bordo e per effettuare i test di collaudo e di integrazione del sistema di combattimento e del sistema di comando e controllo, mediante prove sia in mare che in porto.
La consegna finale alla Marina Militare è avvenuta il 29 maggio 2013, nella sede di La Spezia. La bandiera di combattimento le è stata consegnata il 16 ottobre 2013 nel porto di Ancona. Nel novembre successivo l'unità ha iniziato, nell'ambito della campagna navale "il Sistema Paese in movimento", la navigazione per la circumnavigazione dell'Africa con il 30º Gruppo navale.

## La nave e le sue caratteristiche

### Sistemi d'arma
- 8 missili Teseo Mk2/A ASuW;
- 16 celle VLS Sylver per MBDA Aster 15 e 30 (antiaerei e antimissile); (predisposizione per ulteriori 16).
- 1 x cannone 127/64 per tiro navale contro costa e antiaereo (capacità di sparare munizioni guidate VULCANO);
- 1 x cannone 76/62 Super Rapido (capacità di sparare munizioni DAVIDE);
- 2 mitragliere OTO Melara KBA 25/80;
- 2 lanciatori SLAT per inganni anti-siluro;
- 2 lanciarazzi SCLAR-H per inganni ECM;
- 2 sistemi trinati per lancio siluri MU-90.

### Comando e Controllo
- Radar scoperta aerea: MFRA;
- Radar scoperta superficie: MM SPS - 791;
- Radar navigazione: MM SPN - 753;
- Sonar scoperta: UMS 4110 CL;
- Sonar navigazione: MAS;
- Sistema comando e controllo: CMS.

## Motto e crest
Il motto di nave Carlo Bergamini è Con forza e fedeltà, traduzione in lingua italiana del latino Fortiter ac fideliter, lo stesso motto usato in precedenza dalla precedente unità intitolata a Carlo Bergamini, la fregata Carlo Bergamini varata nel 1960.
Il crest è comune a tutte le unità; rappresenta un'immagine a tre quarti del profilo nave per mettere in risalto i sensori, le nuove artiglierie di cui sono dotate le FREMM e le caratteristiche stealth, già presenti sui pattugliatori classe Comandanti. Sullo sfondo blu, è ben visibile il motto dell'unità e il relativo distintivo ottico (F 590). Sulla sinistra, l'immagine del crest delle corvette veloci (in questo caso il profilo del volto di Carlo Bergamini), queste ultime in linea dagli anni sessanta agli anni ottanta e il cui nome è legato alle stesse medaglie d'oro al valor militare di cui oggi le nuove FREMM ne portano il nome. A far da cornice al corpo del crest, il nome dell'unità e la corona turrita e rostrata, simbolo della Marina Militare.

## Galleria d'immagini

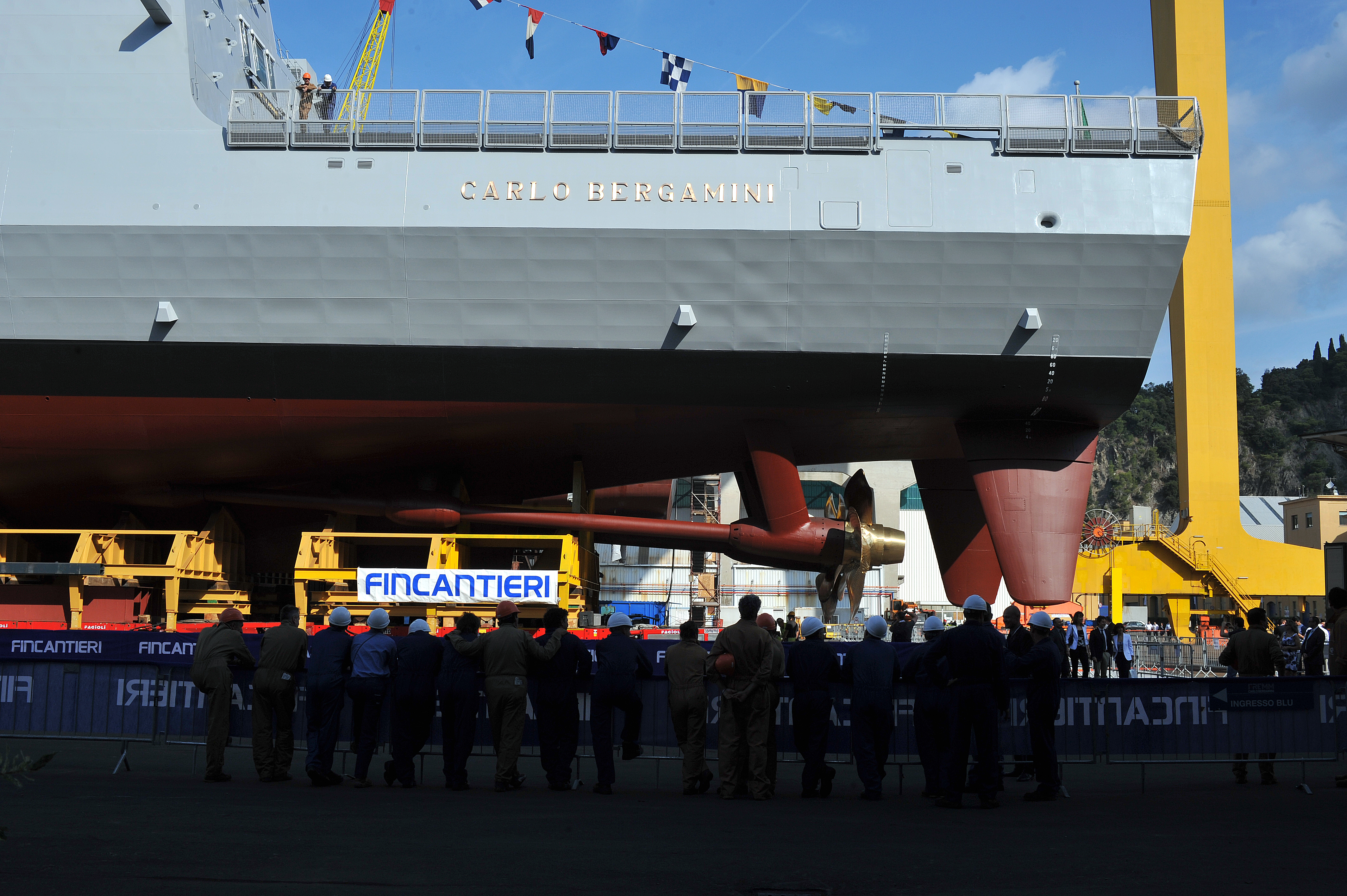
Il varo
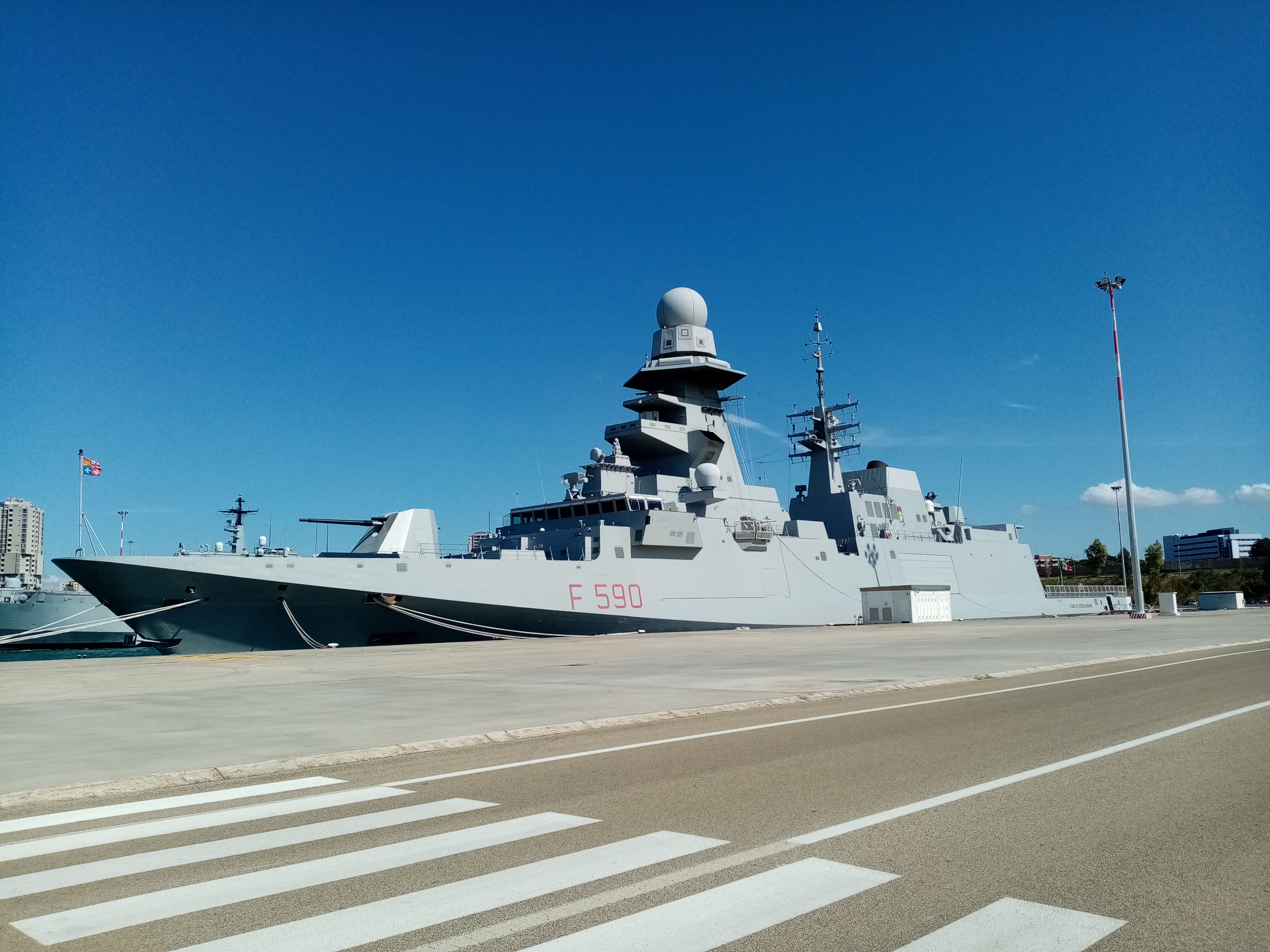
Nave Bergamini all'ormeggio nella Stazione Navale di Taranto